# Jean-Marc Eychenne
Jean-Marc Eychenne (Pamiers, 2 novembre 1956) è un vescovo cattolico francese, dal 14 settembre 2022 vescovo di Grenoble-Vienne.

## Biografia
È nato a Pamiers, sede vescovile nel dipartimento dell'Ariège, il 2 novembre 1956.

### Formazione e ministero sacerdotale
Ha compiuto i suoi studi nella Val-de-Marne, iniziando successivamente gli studi in filosofia alla Sorbona di Parigi, interrotti dalla morte del padre e dalla leva militare, compiuta nel 1976.
Al termine del servizio militare, è entrato nel seminario della comunità di Saint-Martin a Genova, in Italia.
Ha ricevuto l'ordinazione sacerdotale il 3 luglio 1982 a Genova dal cardinale Giuseppe Siri, arcivescovo metropolita di Genova. Successivamente ha conseguito il baccalaureato in teologia presso l'Università Cattolica di Milano e nel 1986 ha conseguito la licenza in teologia presso l'Università di Friburgo in Svizzera.
Ha svolto in Italia i primi anni di sacerdozio, come insegnante dei novizi della comunità Saint-Martin di Genova fino al 1987 e come superiore della casa di formazione della comunità dal 1986 al 1987. Contemporaneamente è stato anche professore presso dell'Istituto superiore di scienze religiose di Genova.
Si è poi trasferito alla diocesi di Orléans, dove ha servito come vicario presso la parrocchia di Saint-Laurent a Orléans fino al 1989, poi come moderatore della parrocchia di La Bionne a Chécy. Nel 1994 ha scelto di lasciare la Comunità di Saint-Martin e di incardinarsi definitivamente nella diocesi di Orléans.
Nel 1996 è stato nominato parroco di Jargeau e decano di Val-Forêt. Ha mantenuto queste funzioni fino al 2002, quando è stato nominato parroco di Saint-Yves de La Source a Orléans e nel 2007 anche della vicina parrocchia di Saint-Marceau.
È stato anche cappellano del Cours Saint-Charles dal 1988 al 2000 e poi cappellano degli studenti dal 2000 al 2009.
Nel 2009 il vescovo André Fort lo ha chiamato al suo fianco come vicario generale della diocesi di Orléans e, dal 2010, si è occupato anche della formazione ai ministeri.

### Ministero episcopale
Il 17 dicembre 2014 papa Francesco lo ha nominato vescovo di Pamiers, ricevendo la consacrazione episcopale nella ex cattedrale di San Maurizio a Mirepoix il 15 febbraio 2015 dalle mani dell'arcivescovo Robert Le Gall, arcivescovo metropolita di Tolosa, co-consacranti i vescovi Jacques Blacquart, vescovo di Orléans, e Philippe Mousset, vescovo di Périgueux e suo predecessore a Pamiers. Durante la stessa celebrazione ha preso possesso della diocesi.
Nel settembre 2021 ha compiuto la visita ad limina.
Il 14 settembre 2022 lo stesso pontefice lo ha trasferito alla sede di Grenoble-Vienne, nella quale si è insediato il 22 ottobre successivo con una celebrazione alla presenza degli arcivescovi Olivier de Germay, arcivescovo metropolita di Lione, e Celestino Migliore, nunzio apostolico in Francia.

## Genealogia episcopale
La genealogia episcopale è:
- Cardinale Scipione Rebiba
- Cardinale Giulio Antonio Santori
- Cardinale Girolamo Bernerio, O.P.
- Arcivescovo Galeazzo Sanvitale
- Cardinale Ludovico Ludovisi
- Cardinale Luigi Caetani
- Cardinale Ulderico Carpegna
- Cardinale Paluzzo Paluzzi Altieri degli Albertoni
- Papa Benedetto XIII
- Papa Benedetto XIV
- Papa Clemente XIII
- Cardinale Marcantonio Colonna
- Cardinale Giacinto Sigismondo Gerdil, B.
- Cardinale Giulio Maria della Somaglia
- Cardinale Carlo Odescalchi, S.I.
- Vescovo Eugène de Mazenod, O.M.I.
- Cardinale Joseph Hippolyte Guibert, O.M.I.
- Cardinale François-Marie-Benjamin Richard
- Vescovo Marie-Prosper-Adolphe de Bonfils
- Cardinale Louis-Ernest Dubois
- Cardinale Georges-François-Xavier-Marie Grente
- Arcivescovo Marcel-Marie-Henri-Paul Dubois
- Cardinale François Marty
- Cardinale Paul Poupard
- Arcivescovo Robert Jean Louis Le Gall, O.S.B.
- Vescovo Jean-Marc Eychenne